# سباق الجائزة الكبرى للدراجات النارية موسم 1994
سباق الجائزة الكبرى للدراجات النارية موسم 1994 كان النسخة الـ 46 من بطولة العالم التي نظمها الاتحاد الدولي للدراجات النارية. تكون الموسم من 14 سباقا بدأ بجائزة أستراليا الكبرى للدراجات النارية وانتهى بجائزة أوروبا الكبرى للدراجات النارية. كان ميك دوهان بطل الموسم لفئة 500 سي سي.

## النتائج
| الجولة | السباق                                         | المكان             | الفائز بفئة 125  | الفائز بفئة 250 | الفائز بفئة 500 | التقرير |
| ------ | ---------------------------------------------- | ------------------ | ---------------- | --------------- | --------------- | ------- |
| 1      | جائزة أستراليا الكبرى للدراجات النارية         | سيدني              | كازوتو ساكاتا    | ماكس بياجي      | جون كوسينسكي    | التقرير |
| 2      | جائزة ماليزيا الكبرى للدراجات النارية          | شاه عالم           | نوبورو أويدا     | ماكس بياجي      | ميك دوهان       | التقرير |
| 3      | جائزة اليابان الكبرى للدراجات النارية          | حلبة سوزوكا        | تاكيشي تسوجيمورا | تادايوكي أوكادا | كيفن شوانتز     | التقرير |
| 4      | جائزة إسبانيا الكبرى للدراجات النارية          | حلبة خيريز         | كازوتو ساكاتا    | جان فيليب راجيا | ميك دوهان       | التقرير |
| 5      | جائزة النمسا الكبرى                            | سالزبرجرينج        | ديرك روديس       | لوريس كابيروسي  | ميك دوهان       | التقرير |
| 6      | جائزة ألمانيا الكبرى للدراجات النارية          | حلبة هوكنهايم      | ديرك روديس       | لوريس كابيروسي  | ميك دوهان       | التقرير |
| 7      | كأس هولندا السياحية                            | حلبة أسن تي تي     | تاكيشي تسوجيمورا | ماكس بياجي      | ميك دوهان       | التقرير |
| 8      | جائزة إيطاليا الكبرى للدراجات النارية          | حلبة موجيلو        | نوبورو أويدا     | رالف والدمان    | ميك دوهان       | التقرير |
| 9      | جائزة فرنسا الكبرى للدراجات النارية            | حلبة دي لا سارث    | نوبورو أويدا     | لوريس كابيروسي  | ميك دوهان       | التقرير |
| 10     | جائزة بريطانيا الكبرى للدراجات النارية         | دونينجتون بارك     | تاكيشي تسوجيمورا | لوريس كابيروسي  | كيفن شوانتز     | التقرير |
| 11     | جائزة التشيك الكبرى للدراجات النارية           | حلبة برنو          | كازوتو ساكاتا    | ماكس بياجي      | ميك دوهان       | التقرير |
| 12     | جائزة الولايات المتحدة الكبرى للدراجات النارية | حلبة لاغونا سيكا   | تاكيشي تسوجيمورا | دوريانو رومبوني | لوكا كادالورا   | التقرير |
| 13     | جائزة الأرجنتين الكبرى للدراجات النارية        | حلبة أوسكار جالفيز | خورخي مارتينيز   | تادايوكي أوكادا | ميك دوهان       | التقرير |
| 14     | جائزة أوروبا الكبرى                            | حلبة دي كاتلونيا   | ديرك روديس       | ماكس بياجي      | لوكا كادالورا   | التقرير |